# Ernest Henry
Pour les articles homonymes, voir Henry.
 (janvier 2023).
Si vous disposez d'ouvrages ou d'articles de référence ou si vous connaissez des sites web de qualité traitant du thème abordé ici, merci de compléter l'article en donnant les références utiles à sa vérifiabilité et en les liant à la section « Notes et références ».
Ernest Jules Henry (2 janvier 1885 à Plainpalais, commune rattachée en 1931 à la ville de Genève - décembre 1950 à Asnières) né de Louis Marc Henry et de Julie Joséphine Décombes, est un ingénieur mécanicien. Il a lié son nom aux célèbres moteurs de course, qu'il dessina surtout pour Peugeot et Ballot, qui dominèrent de 1912 à 1921 la plupart des grandes courses automobiles de l'époque. Il fut le précurseur de l'architecture des moteurs de course modernes.

## Biographie
Après des études de mécanique appliquée au Technicum (École d'ingénieurs) de Genève, Ernest Henry travaille, dès 1906, chez Lucien Picker-Moccand et Cie à Chêne-Bougeries dans la banlieue de Genève, fabricant de moteurs marins et des automobiles sous le nom de Lucia.
En 1908, la Sté Anonyme de Construction Mécanique Système Charles Picker est fondée par Charles Picker, frère de Lucien, et Jules Megevet ; elle rachète la Sté L.Picker-Moccand puis Charles Picker déménage et ouvre un bureau d'études à Maisons-Laffitte en région parisienne ; le jeune Ernest Henry arrive à Paris le 8 septembre 1909 pour travailler avec Charles Picker sur l’étude et la réalisation en série des moteurs de marque déposée Labor (aviation), avant de rejoindre les rangs de Peugeot en 1911.
Robert Peugeot l'intégrera peu après à l'équipe dite des Charlatans (nom donné à cette équipe par les cadres techniques en place à l'usine Peugeot de Beaulieu et qui étaient opposés à cette conception de la voiture de course), composée alors des pilotes officiels Peugeot, Jules Goux, Georges Boillot, et de l'ingénieur pilote Paolo Zuccarelli, transfuge de chez Hispano-Suiza. Ce groupe avait réussi à convaincre Robert Peugeot, dont la firme Lion-Peugeot venait, en 1910, de fusionner avec les établissements Peugeot d'Audincourt, et nouveau dirigeant cette l'entreprise, de se lancer dans l'étude et le financement d'un projet de voiture de course, moderne, destinée au Grand Prix de l'Automobile Club de France (ACF) et à la Coupe de l'Auto de 1912.
Ernest Henry, qui avait alors 27 ans, partait d'une planche à dessin et d'une feuille blanche, ce service compétition, travaille en grand secret à Suresnes (dans l'ex-usine Rossel), avec un budget alloué par l'usine Peugeot, grâce à l'habileté et à l'ingéniosité d'Ernest Henry qui saura matérialiser les idées novatrices et parfois un peu iconoclastes de l'équipe ; qui, par expérience, voulait obtenir de hauts régimes grâce à l'utilisation d'un double arbre à cames en tête entraîné par arbre avec un couple conique à chaque extrémité, actionnant quatre soupapes inclinées pour chacun des quatre cylindres ; un très bon moteur quatre cylindres double arbre à cames en tête, culasse avec chambre de combustion de forme hémisphérique, 4 soupapes par cylindre disposée en V, de 7,6 l de cylindrée dont on n'a pas fini de parler, voit le jour au début de 1912.
Comme le châssis de cette voiture était également beaucoup plus léger et tenait mieux la route que les monstres des premiers âges, la nouvelle Peugeot, première voiture de grand prix, devint très rapidement la voiture à battre ; selon la monte en pneumatique, elle pouvait atteindre 190 km/h.
Ces voitures Peugeot type L76 (L pour Lion) seront engagées au Grand Prix de l'ACF qui se déroulait en formule libre, avec une cylindrée de 7,6 l, et en version 3 l type L3 pour la Coupe de l'Auto, à laquelle n'étaient admises que les voitures de cette cylindrée maximale.
Les Peugeot L76 et L3, sortiront vainqueur du Grand Prix de l'ACF en 1912 et 1913 avec Boillot à Dieppe, de la course de côte du Mont Ventoux (avec le record), de la Coupe de l'Auto, du meeting Boulogne-sur-Mer (VIIe Coupe des Voiturettes), de la Coupe (ou meeting) de la Sarthe… rien ne leur échappe, faisant ainsi triompher les idées de l'équipe, ainsi que la qualité du travail effectué par Ernest Henry.
Ces moteurs, dont Ernest Henry peut revendiquer indiscutablement la paternité, feront date dans l'histoire de l'automobile. Ils ne sont ni les premiers « 4 soupapes par cylindres » ni les premiers « double arbre à cames en tête », mais ils sont les premiers au monde à combiner les deux techniques. Tous les moteurs de course les plus performants, jusqu'à l'actuelle Formule 1, reprendront cette formule, qui devient aujourd'hui universelle jusqu'en production de série.
En 1913, sur une nouvelle évolution de ce moteur en version 5,6 l et 3 l, la commande de distribution, jusqu'alors effectuée par arbre et couples coniques est remplacée par une cascade de pignons, et la lubrification modifiée par l'adjonction d'un carter sec.
Il dessinera également, en 1914, un moteur bicylindre vertical de 500 cm3 destiné aux motos de course, qui reprenait les caractéristiques techniques, double arbre à cames en tête, actionnés par une cascade de pignons, 4 soupapes par cylindre, des moteurs auto, dont sera dérivé un monocylindre de 250 cm3, ces moteurs très sophistiqués, pour l'époque, se révéleront fragiles en utilisation, mais très performants.

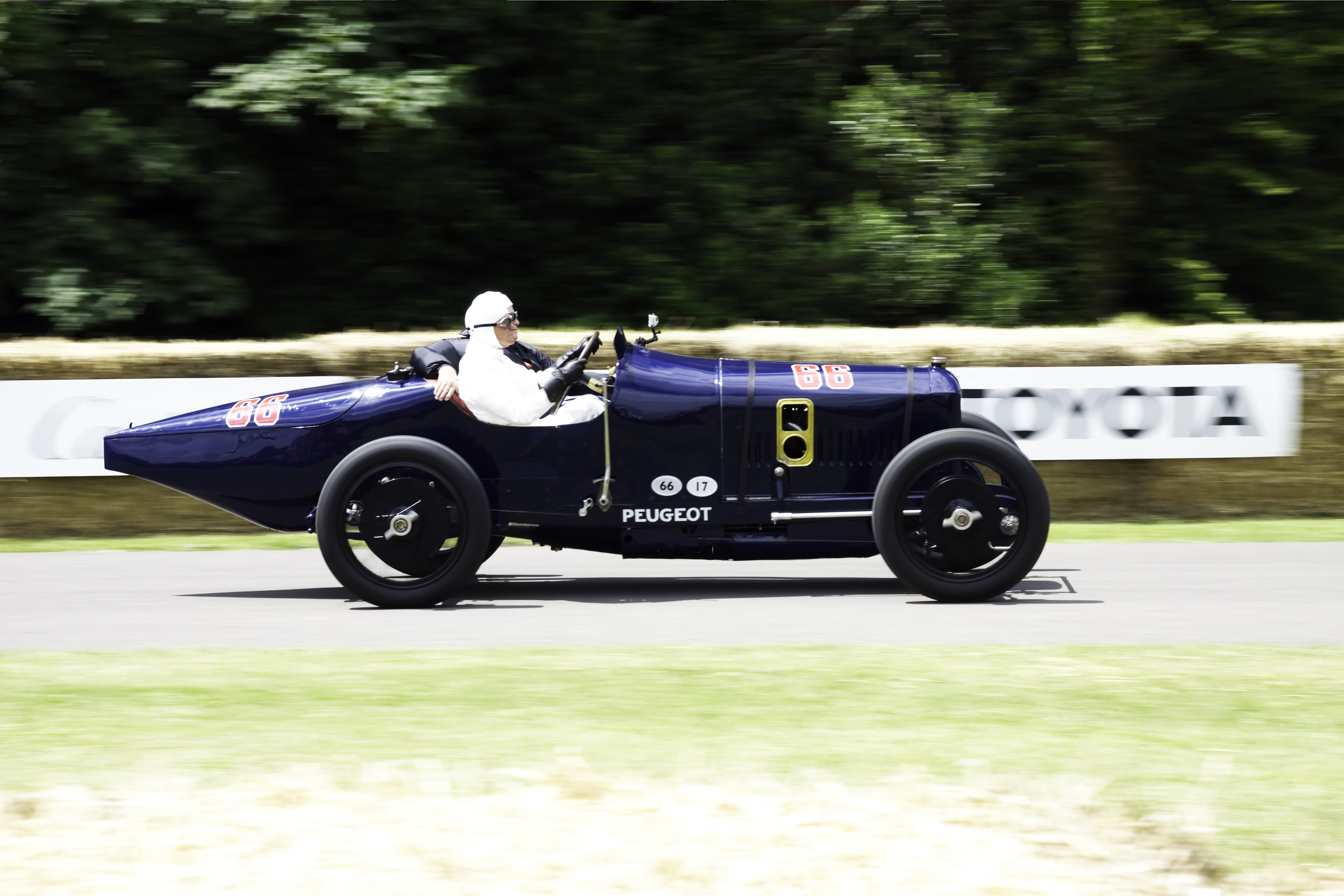
Peugeot L45 de 1914.

1913 sera une grande année dans l'histoire de Peugeot et de l'automobile française, le 30 mai Jules Goux au volant d'une L76 (avec la cylindrée moteur ramenée à 7.3 l pour respecter le règlement de la course), gagne les 500 miles d'Indianapolis, 804,5 km à 122,155 km/h de moyenne, c'est la première victoire d'une voiture européenne aux États-Unis, le retentissement, des deux côtés de l'Atlantique est énorme, surtout que cette victoire fut acquise devant tout le « gratin automobile » mondial, les nouvelles 5,6 l font 1re et 2e au GP de l'A.C.F., gagne au Mont-Ventoux, une L76 profilée bat le record du monde de l'heure à 170,94 km/h sur l'anneau de vitesse du Circuit de Brooklands, et s'adjuge plusieurs autres records sur le même circuit aux mains de Goux et Boillot.

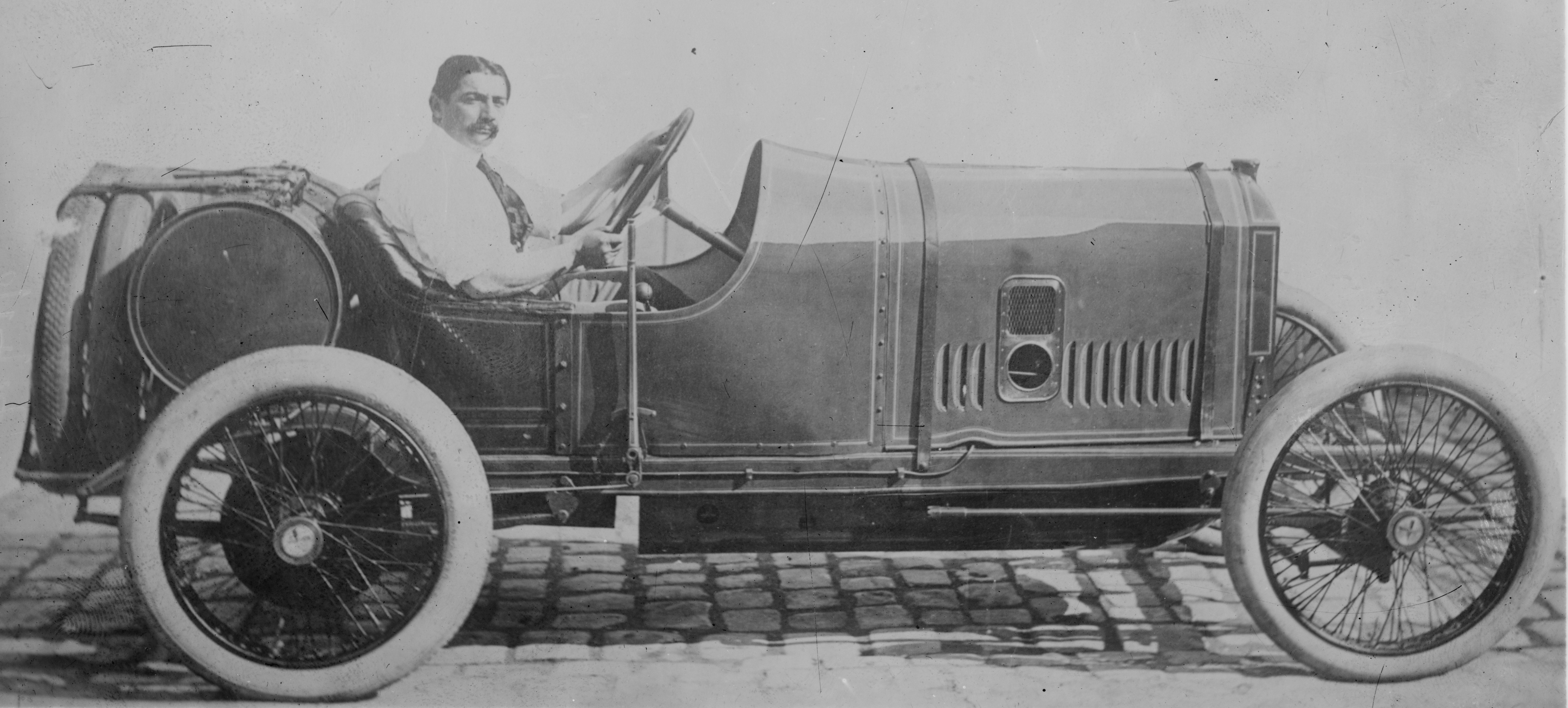
Georges Boillot aux États-Unis en 1914 (ici sur Peugeot EX3).

En 1914, les voitures passent en 2,5 l et 4,5 l tout en conservant la même conception technique du moteur, les résultats, dus à des problèmes techniques autres que mécaniques (pneus en particulier) ne seront pas aussi brillants qu'en 1913 mais néanmoins les Peugeot feront 2e et 4e aux 500 miles d'Indianapolis (Arthur Duray avec une 3 l et Jules Goux avec la 5,6 l) et Georges Boillot avec la 4,5 l tiendra tête à l'armada Mercedes jusqu'au dernier tour de l'historique Grand Prix de l'A.C.F. disputé le 4 juillet 1914, un mois avant le début du premier conflit mondial, avant d'abandonner non sans avoir pris des risques sérieux pour compenser le retard dû aux nombreux arrêts causés par des pneus défectueux.
En 1915, avec une Peugeot du même type que celle de 1914, avec le moteur de 4,5 l le pilote Dario Resta se classa 2e aux 500 miles d'Indianapolis et gagna l'année suivante à la moyenne de 133,994 km/h, la troisième victoire Peugeot à Indianapolis fut remportée en 1919 lorsque les glorieuses 4,5 l (de 1914) de Howdy Wilcox et de Jules Goux s'adjugèrent respectivement la 1re et la 3e place, la L25 gagnera pour sa part la Targa Florio en 1919.
L'avance technique des conceptions d'Ernest Henry était telle qu'elle permettait encore à ses moteurs, cinq ans après leur création, de gagner des courses, alors qu'il n'étaient plus développés, Ernest Henry ayant quitté Peugeot entre-temps.
Ces performances ne resteront pas sans suite aux États-Unis, le dessin du moteur Peugeot va influencer durablement les ingénieurs américains pendant de nombreuses années.

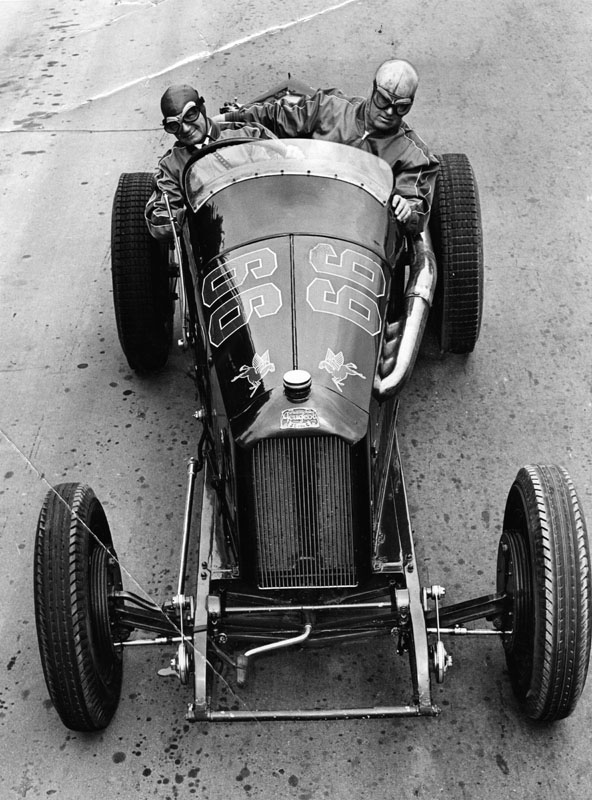
Ralph DePalma et son mécanicien Lindley Bothwell, prenant la pose sur leur Peugeot en 1916.

Les voitures des précédentes campagnes qui sont restées aux États-Unis seront vendues à des pilotes américains (par l'intermédiaire du dynamique importateur américain de la marque Peugeot, Alphonse Kaufman), qui les feront entretenir par des motoristes locaux, parmi ceux-ci Harry Arminius Miller qui ne tardera pas à copier cette architecture mécanique exceptionnelle pour faire triompher ses propres moteurs en version 4 et 8 cylindres, puis après la faillite de Miller ce sera un de ces employés, Fred Offenhauser qui construira sous son nom, dans les années 1930, ce type de moteur en version 4 cylindres et ce jusqu'à la fin des années 1970, la dernière victoire en catégorie Indy d'un Offenhauser datant de 1976…
Ernest Henry, lui, a quitté Peugeot en février 1915, remplacé par l'ingénieur Marcel Grémillon qui, accessoirement, développera en 1920-1921 une 3-litres à trois ACT et cinq soupapes par cylindre...
Dès la fin du conflit, en décembre 1918, le pilote René Thomas propose à Ernest Maurice Ballot, président d'Automobile Ballot, de participer aux premiers 500 miles d'Indianapolis de l'après-guerre, celui-ci accepte, et recrute dans la foulée Ernest Henry qui a 101 jours (il fallait en effet, pour ne pas manquer le bateau, quitter Paris au plus tard le 26 avril 1919), pour finaliser son étude et créer 4 voitures complètes pour cette épreuve.
Ces quatre Ballot, qui furent conçues dans le plus grand secret, ressemblent étrangement aux Peugeot d'avant-guerre, mais Ernest Henry, qui a eu le temps pendant les hostilités de perfectionner son dessin d'avant guerre, a repris son épure de culasse hémisphérique à quatre soupapes par cylindre, inclinées à 60°, commandées par un double arbre à cames en tête, pour équiper un 8 cylindres en ligne capable de tourner normalement à 2 900 tr/min donnant 150 ch et entraînant la voiture à près de 200 km/h, le reste du châssis de la voiture restant très classique pour l'époque.

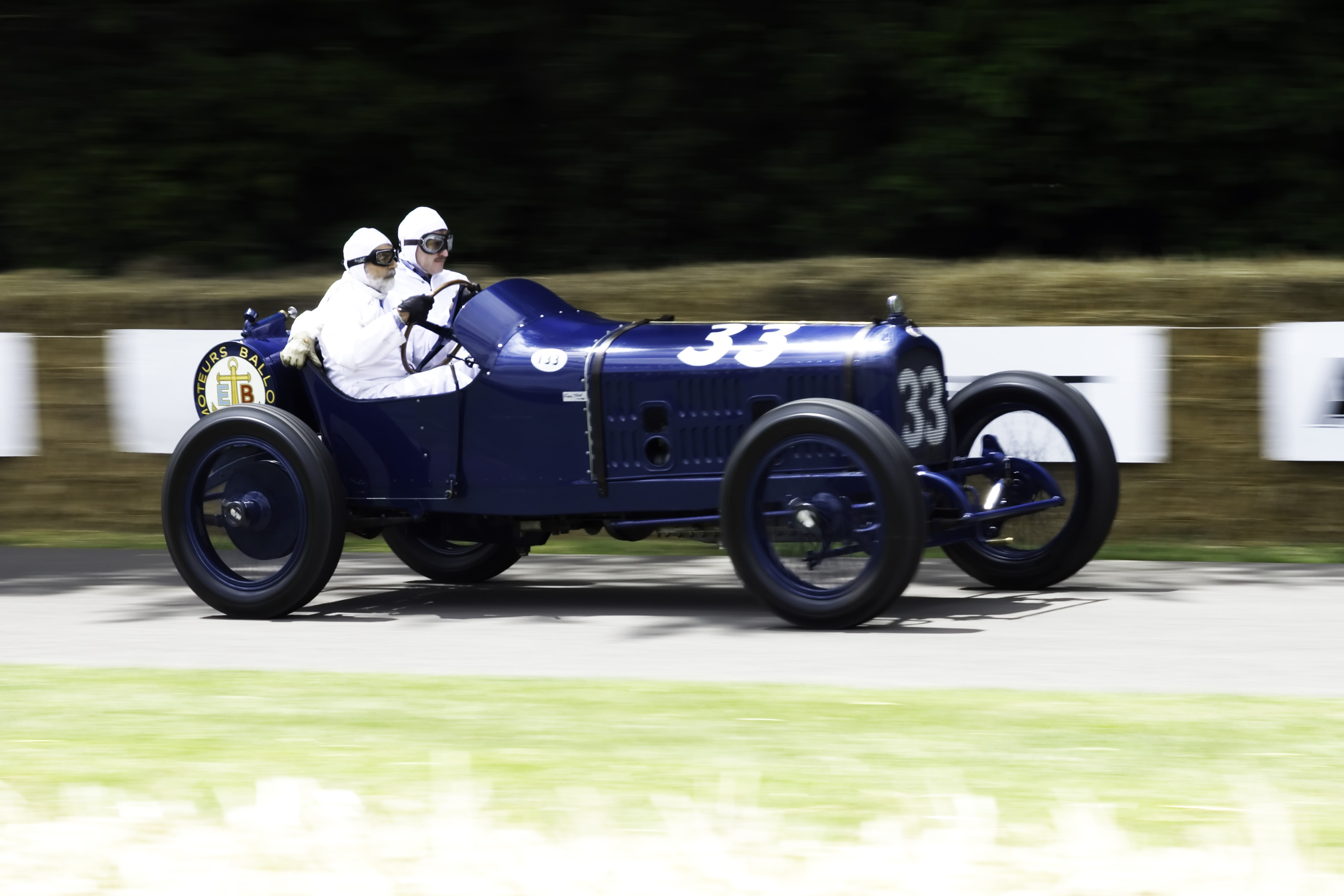
Voiture Ballot « Indianapolis ».

Cette architecture moteur (8 cylindres en ligne) allait à nouveau rapidement faire école dans le monde du sport automobile (en 1921 plus de la moitié des voitures courant à Indianapolis étaient des 8 cylindres).
Cependant, lors de la course, des ennuis répétés de pneumatiques et de roues ne permirent pas de concrétiser les espoirs entrevus aux essais, seul Albert Guyot parvint à se classer 4e derrière deux Peugeot, à moteur Henry, et une Stutz.
En 1920, la formule retenue pour Indianapolis limita la cylindrée à 3 l, c'est pourquoi Ernest Henry conçut, toujours selon la même architecture technique, un nouveau moteur de 2,97 l, 8 cylindres en ligne, la vitesse maximale de la voiture fut légèrement réduite à 180 km/h mais les possibilités d'utilisation encore améliorées, et cette fois les Ballot finirent 2e 5e et 7e. Au total la marque française acquit trois pole positions consécutives après guerre à l'Indy 500, en 1919, 1920 et 1921 avec René Thomas (1) second au classement général en 1920) puis Ralph DePalma (2).
En 1921, la marque Ballot fut la seule à représenter la France au Grand Prix de l'ACF au Mans en juillet 1921, 3 voitures à 8 cylindres et une nouvelle quatre cylindres 2 l, à moteur conçu par Ernest Henry également, participèrent à la course, De Palma finit deuxième derrière la Duesenberg de l'Américain Murphy, et la 2 l se classa troisième avec Jules Goux à plus de 110 km/h de moyenne !!!
Après cet « exploit Ballot » (surnommé ainsi par Charles Faroux), le père de la deux litres décida de construire en série ce qui allait être le type 2 LS, avec un moteur quatre cylindres 2 l à deux arbres à cames en tête, et 8 soupapes, reprenant l’entraînement de distribution par arbre, dont il poursuivit la fabrication jusqu'en 1924, en dépit de son prix élevé dû au raffinement de sa conception et au soin de sa construction.
Toujours en 1921, les 8 cylindres s'illustrèrent au Grand Prix d'Italie disputé à Brescia et remporté par Jules Goux sur une 3 l.
Ernest Henry partira, en décembre 1921, chez Sunbeam-Talbot-Darracq, à la suite d'une offre de collaboration avec Louis Coatalen pour concevoir la Sunbeam 2 litres de Grand Prix, à moteur 4 cylindres, deux arbres à cames en tête et 16 soupapes, au bureau d'études « course » du groupe, chez Darracq à Suresnes avec l'aide technique de Sunbeam à Wolverhampton.
La saison 1922 démarra au Grand Prix de l'ACF à Strasbourg 1922, avec trois casses moteurs (surrégime) pour cause de mauvais étalonnage de compte-tours, les résultats seront meilleurs sur les autres épreuves, avec une victoire à Brookland.
Ernest Henry ne poursuivra pas chez Sunbeam en 1923, son nom apparaitra, cette année-là, en collaboration avec le motoriste Suisse Schmid concernant la réalisation d'un moteur de Grand Prix à 6 cylindres sans soupape de 2 L de cylindrée qui sera installé en course dans des anciens châssis de Rolland Pilain en 1923-1924, il passera ensuite chez le constructeur d'automobiles Omega, qu'il quittera semble-t-il en 1924.
Il est probable que l’échec de 1922 chez Sunbeam a pesé lourd sur la suite de sa brillante carrière où, pendant 9 années, il a conçu des voitures qui ont remporté les plus grandes courses mondiales.
La suite de sa carrière est moins connue, essentiellement en raison du caractère même du personnage, assez ombrageux et peu communicatif. Il travaille à domicile, en artisan, et il semble qu'on ne lui doive plus aucun moteur après le milieu des années 1920. Au moment de sa mort, en 1950 à l’âge de soixante-cinq ans, il travaillait dans une entreprise de mécanique de Levallois en banlieue parisienne.